# Mesochorus hesperus
Mesochorus hesperus là một loài tò vò trong họ Ichneumonidae.